# Universidad de La Frontera

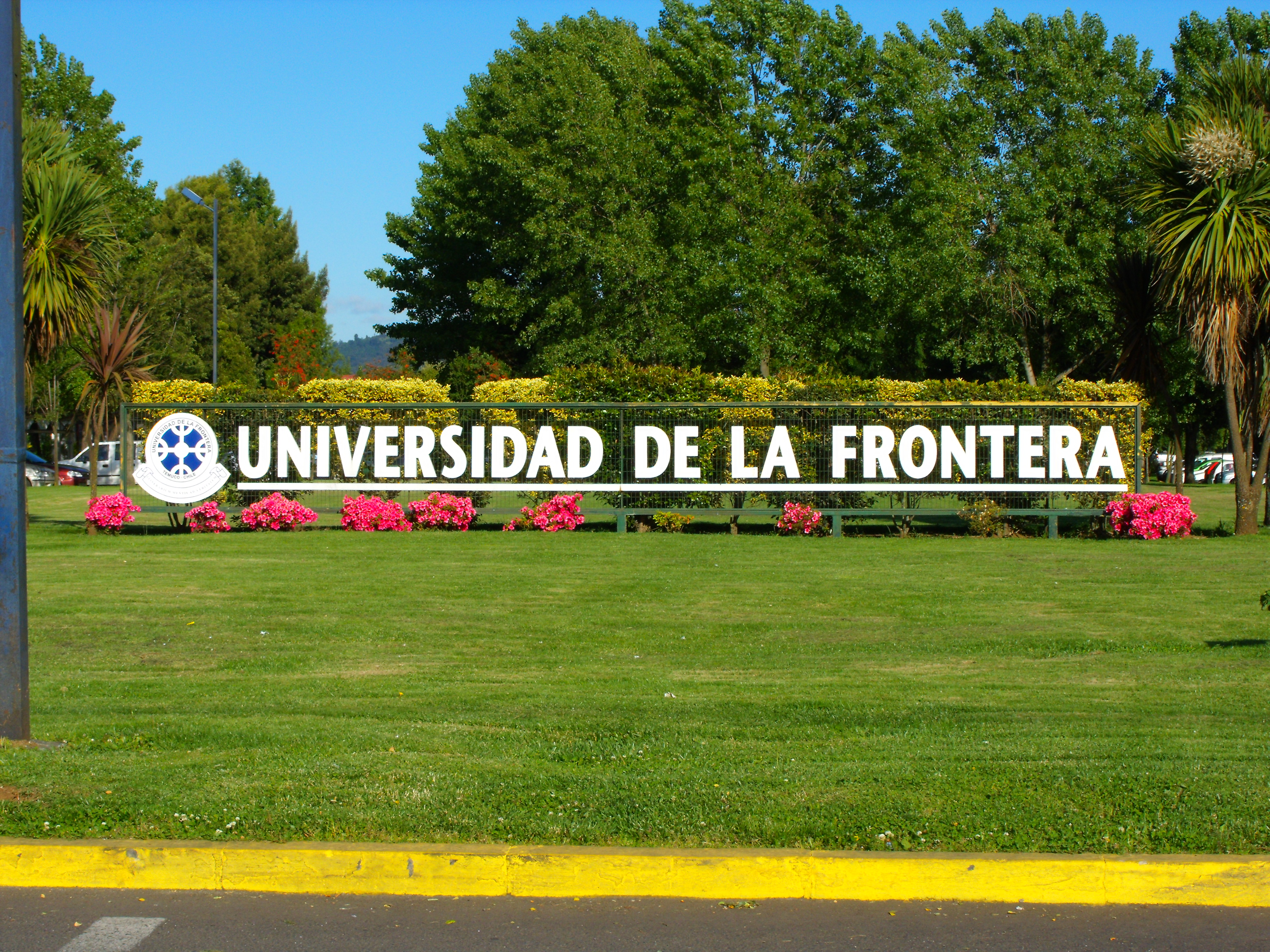

Die Universidad de La Frontera (UFRO) ist eine Universität in Temuco in Chile. Sie wurde im März 1981 gegründet. Der Ursprung des Namens der Universität liegt im alten Namen der Region, bekannt als „La Frontera“ (span. „Die Grenze“) während der Zeit der spanischen Kaiserherrschaft und bis zum Ende des 20. Jahrhunderts, als sie in „La Araucanía“ umbenannt wurde.

## Gliederung
- Facultad de Ciencias Agropecuarias y Forestales
- Facultad de Ciencias Jurídicas y Empresariales
- Facultad de Educación, Ciencias Sociales y Humanidades
- Facultad de Ingeniería y Ciencias
- Facultad de Odontología
- Facultad de Medicina

## Personen
Rektoren:
- Juan Barrientos Vidaurre (1981–1985)
- Iván Dobud Urqueta (1985–1987)
- Heinrich von Baer von Lochow (1987–2002)
- Sergio Bravo Escobar (2002–2018)
- Eduardo Hebel Weiss (2018–)